# Valltjärnen (Offerdals socken, Jämtland, 705528-142938)
Valltjärnen är en sjö i Krokoms kommun i Jämtland och ingår i Indalsälvens huvudavrinningsområde.